# Губанова
Губа́нова (рос. Губанова) — присілок у складі Куртамиського округу Курганської області, Росія.
Населення — 15 осіб (2010, 23 у 2002).
Національний склад станом на 2002 рік:
- росіяни — 83 %